# Karma Music
Karma Music er et dansk pladeselskab, der blev etableret i 1976 af musikeren Tømrerclaus. Karma Musik har tilknyttet lydstudiet Karma Music Studio og et forlag. Studiet blev etableret på Gasværksvej i København, og flyttede et par gange indtil studiet blev etableret på Frederiksberg. En række danske punkbands indspillede plader i Karma Studio i 1980'erne, herunder Before, Sods, Martin Hall m.fl. 

## Eksterne links
- Karma Musics hjemmeside Arkiveret 8. november 2011 hos  Wayback Machine

| Musik | Spire Denne musikartikel er en spire som bør udbygges. Du er velkommen til at hjælpe Wikipedia ved at udvide den. |